# Растително мляко
Растителното мляко е напитка, най-често направена от ядки или семена, която не съдържа животински продукти, но по цвят и консистенция наподобява животинско мляко.

## Описание
Съществуват всякакви разновидности в зависимост от продукта, от който е направено растителното мляко: соево, кокосово, оризово мляко, както и много други.
Известно е, че в Китай още през XIV век са използвали соево мляко. Тъй като растителните млека не съдържат лактоза, са особено предпочитани от хора с непоносимост към нея. Често присъстват и в менюто на веганите.